# Йохан Фердинанд фон Цинцендорф
Йохан Фердинанд фон Цинцендорф (на немски: Johann Ferdinand Graf von Zinzendorf; * 3 август 1628; † 1686) е от 1662 г. граф, господар от род „Цинцендорф и Потендорф“ в Долна Австрия. Родът фон Цинцендорф и Потендорф се различава от род Зинцендорф, и не трябва да се бърка с род фон Зинцендорф.

## Живот
Той е син на фрайхер Георг Хартман фон Цинцендорф-Потендорф-Карлсбах (1603 – 1632) и съпругата му графиня Сабина фон Золмс-Браунфелс-Грайфщайн (1606 – 1626), дъщеря на граф Вилхелм I фон Золмс-Браунфелс-Грайфщайн (1570 – 1635) и графиня Мария Амалия фон Насау-Диленбург (1582 – 1636). Внук е на фрайхер Йохан Йоахим фон Цинцендорф-Потендорф (1570 – 1626) и Мария Юта (Юдит) фон Лихтенщайн-Фелдсберг (1575 – 1621). Брат е на граф Йохан Вилхелм фон Цинцендорф, женен за Елизабет Катарина фон Гингер, и за Елеонора фон Курландия.
Дядо му Йохан Йоахим фон Цинцендорф-Потендорф купува през 1612 г. Карлсбах в Долна Австрия.
Йохан Фердинанд фон Цинцендорф е издигнат на граф на 16 ноември 1662 г. във Виена. През 1685 г. Карлсбах отива чрез наследниците му на граф Балтазар фон Щархемберг, неговите наследници притежават господството до 1936 г.

## Фамилия
Първи брак: през 1653 г. с фрайин Евзебия Сабина фон Ауершперг (1628 – 1659), дъщеря на фрайхер Волфганг Вайкхарт фон Ауершперг (1583 – 1665) и фрайин Анна Зецима де Зецимова-Аусти († 1664). Бракът е бездетен.
Втори брак: с Аурора Елизабет фон Херберщайн. Бракът е бездетен.
Трети брак: с фрайин Ребека Регина Гингер фон и цу Грунпухел; те имат двама сина и една дъщеря:
- Лудвиг Франц фон Цинцендорф (* 23 март 1661, Виена), женен 1731 г. за графиня Мария Розина фон Ауершперг (1702 – 1746), внучка на Волфганг Максимилиан фон Ауершперг (1633 – 1705), дъщеря на граф Волфганг Фердинанд фон Ауершперг (1672 – 1711) и фрайин Анна Маргарета фон Цинцендорф (1676 – 1747)
- Доротея Йохана Мария Магдалена Сузана фон Цинцендорф и Потендорф (* 24 септември 1668, Виена; † 1 март 1749, Катау), омъжена на 6 септември 1688 г. във Виена за граф Йохан Хайнрих фон Нимпч, фрайхер фон Оелзе (* 1660; † 13 март 1726, Оберглогау)
- Фердинанд фон Цинцендорф и Потендорф (* 6 август 1674, Ст. Пьотен; † 1728), граф, женен 1701 г. за Мария Елеонора фон Алтхан (1670 – 1734), дъщеря на граф Михаел Адолф фон Алтхан (1648 – 1709) и фрайин Максимилиана фон Нойдег († 1683).